# Segunda División Profesional de Chile
Segunda División Profesional de Chile, ofta enbart Segunda División, är den tredje högsta divisionen för fotboll i Chile och den sista som anordnas av ANFP (Chiles proffsförbund för fotboll), divisionerna under anordnas av ANFA (amatörförbundet). Divisionen bildades inför säsongen 2012 och innehöll då elva lag - sex lag som tävlade för uppflyttning till Primera B (den näst högsta divisionen) samt fem b-lag tillhörande lag i Primera División, dessa fem kunde inte flyttas upp. Divisionen spelades jämte Tercera División som den tredje nivån i chilensk fotboll och två lag från varje division playoff-spelade om en plats i Primera B. Till säsongen 2013 utökades divisionen med "riktiga" lag så att den består av nio lag och inga b-lag och är den enda divisionen som finns på den tredje nivån - Tercera División är därmed den fjärde nivån i chilensk fotboll.
Den första säsongen av Segunda División de Chile vanns av Iberia, men flyttades inte upp efter att ha förlorat playoff-match mot ett lag från Tercera División. Istället gick ett annat Segunda División-lag upp, nämligen Deportes Copiapó som var det tredje bästa laget den första säsongen (det näst bästa, Deportes Temuco, fick ej spela playoff på grund av bristande ekonomi.